# Commandaria
Le commandaria ou commanderia (en grec Κουμανδαρία) est un vin doux à la robe ambrée, élaboré à Chypre, au pied du massif du Troodos. Il est produit à base des cépages xynisteri et mavro, dont les grappes sont séchées au soleil.

## Histoire
Ce vin doux naturel est un véritable vin mythologique, sans doute la plus ancienne appellation du monde. Connu dès l'Antiquité sous la dénomination de nama ou cyprus nama, il a été décrit en 735 avant notre ère par le poète grec Hésiode. 
Il traversa les siècles et devient réputé en Europe au Moyen Âge lors des retours de croisades. Dans La bataille des vins, connue aussi sous le titre de Dit des vins de France, un  
poème en 204 vers, composé peu après 1224 par Henri d'Andeli, le roi de France Philippe-Auguste, a envoyé partout ses messagers rassembler les meilleurs vins blancs, pour en établir la hiérarchie. Un prêtre anglais déguste les vins qui lui sont présentés, et désigne le meilleur d'entre eux, le vin de Chypre : 
Li rois les bons vins corona

Et a chascun son non dona :

Vin de Cypre fist apostoile

Qui resplendist comme une estoile.
La renommée de la Commandaria fut liée au vaste mouvement, militaire et culturel, qui se développa via la Méditerranée, entre l'Occident et l'Orient. Les vins de l'île de Chypre, royaume franc des Lusignan, étaient exportés vers l’Europe par l'entremise de la Sérénissime république de Venise, qui dominait le commerce du bassin méditerranéen.
À la fin du XIXe siècle, ce vin était toujours à la mode dans les salons et demeures de la bourgeoisie. C'est le fameux vin de Chypre cher à Marcel Proust.
Depuis 1993, cette appellation est protégée par une loi délimitant la zone géographique de production ainsi que les conditions de production et d’élaboration,,. En 2004, la Commandaria est devenue une appellation d'origine protégée (AOP) au sein de l'Union européenne.

## Étymologie
Ce vin fut nommé Commandaria par éponymie des commanderies des Templiers puis des Hospitaliers de Saint-Jean de Jérusalem. Ces moines-soldats avaient organisé l’île en commanderies dès 1191. Le vin qu'elles produisaient prit naturellement ce nom,.

## Géographie
Les vins qui portent le nom de Commandaria, proviennent d'une région relativement petite, au nord de Limassol, sur les pentes méridionales du massif du Troodos..

### Vignoble
|  |  |

Le décret de 1993 a délimité la zone de production à quatorze villages : Agios Georgios, Agios Konstantinos, Ágios Mámas, Agios Pavlos, Apsioú, Gerasa, Doros, Zoopigí, Kalo Chorio, Kapilió, Lánia, Louvarás, Monágri et Sylíkou. 
Les vignes sont situées entre 500 et 900 mètres au-dessus du niveau de la mer, le vignoble couvre environ 2 000 hectares sur un sol à dominante volcanique. Il a dans sa grande majorité survécu au phylloxéra

### Climat
| Mois                              | jan. | fév. | mars | avril | mai | juin | jui. | août | sep. | oct. | nov. | déc. | année |
| --------------------------------- | ---- | ---- | ---- | ----- | --- | ---- | ---- | ---- | ---- | ---- | ---- | ---- | ----- |
| Température minimale moyenne (°C) | 8    | 8    | 10   | 13    | 16  | 20   | 22   | 22   | 20   | 17   | 13   | 10   | 11    |
| Température moyenne (°C)          | 12   | 12   | 14   | 17    | 20  | 23   | 26   | 26   | 25   | 22   | 17   | 13   | 15    |
| Température maximale moyenne (°C) | 15   | 16   | 17   | 20    | 23  | 27   | 30   | 30   | 28   | 26   | 21   | 17   | 22    |
| Précipitations (mm)               | 70   | 70   | 40   | 10    | 0   | 0    | 0    | 0    | 0    | 20   | 40   | 70   | 400   |

| Diagramme climatique                                  |       |        |        |       |       |       |       |       |        |        |        |
| J                                                     | F     | M      | A      | M     | J     | J     | A     | S     | O      | N      | D      |
| 15870                                                 | 16870 | 171040 | 201310 | 23160 | 27200 | 30220 | 30220 | 28200 | 261720 | 211340 | 171070 |
| Moyennes : • Temp. maxi et mini °C • Précipitation mm |       |        |        |       |       |       |       |       |        |        |        |

## Encépagement
|  |  |

Ce vin est produit à partir de deux cépages autochtones de Chypre, le Mavro (noir) et le Xynisteri (blanc),,.

## Méthodes culturale et réglementaire
La vendange débute généralement en septembre quand la teneur en sucre moyen du xinisteri est de 212 g/l et pour le mavro de 258 g/l et plus. La concentration en sucre est ensuite augmentée en exposant les raisins au soleil, habituellement pendant 7-10 jours. C'est le passerillage. Les raisins doivent à nouveau posséder un taux de sucre supplémentaire amenant le xynisteri à 390 g de sucre par litre et le mavro à 450 g de sucre par litre. 

## Vinification
Le jus issu du pressage est fermenté naturellement. Le moût est mis à fermenter dans d’immenses cuves inox ou même des jarres en terre cuite. À la suite de la fermentation, on réalise un mutage soit avec une eau-de-vie de vin titrant 95 % de volume d’alcool, soit du vin distillé titrant 70 % de volume d’alcool. Ce qui lui permet d'atteindre un taux d’alcool d’environ 15 %,
Les vins sont ensuite apportés dans les chais d’élevage de Limassol où ils vont subir un vieillissement en fûts de chêne d'une durée minimum de deux ans,,. Comme ce vieillissement est obtenu avec la méthode solera, le commandaria peut avoir une assez grande longévité.

## Type de vin

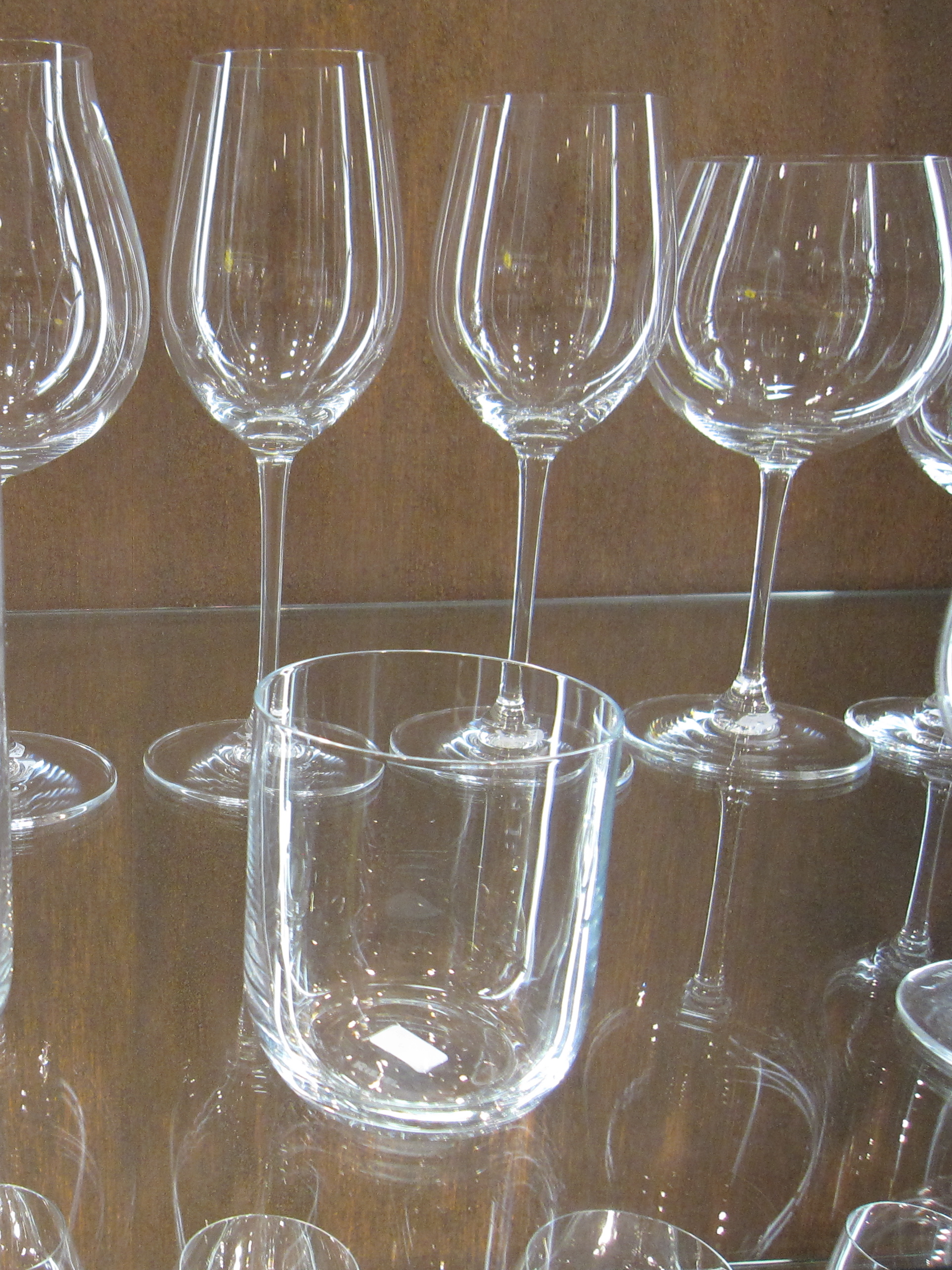
Verres spéciaux pour la dégustation.

C'est un vin doux naturel, qui assemble un cépage rouge et un cépage blanc, sa robe brillante peut donc aller d'une tonalité orangée à une couleur ambre foncé avec des reflets bruns. Quand il est élaboré à base du seul cépage rouge, sa robe va du pourpre au grenat profond.
On distingue cinq types de vin :
- St. John Commandaria, vin élaboré à base de Mavro récolté sur des terres volcaniques
- St. Barnabas Commandaria, vin élaboré à base de Xynistari, et qui a vieilli quatre ans en fûts
- St. Nicholas Commandaria, assemblage de Mavro et de Xynistari
- Alasia Commandaria, assemblage à égalité de Mavro et de Xynistari
- Centurion, avec un minimum de 20 ans d'élevage[3].

Ce sont des vins au nez fin, parfumé et fruité avec des senteurs de raisins secs, de confiture de prunes qui offrent des nuances d'amandes amères, d’épices, de figues confites et de cacao.
La bouche, souple mais consistante, a une longueur impressionnante qui finit sur un bouquet d'arômes de dattes, d'épices douces et fruits confits. Après agitation, se dégagent des pointes de fruits secs, mélangées à des saveurs de poire cuite et de caramel. La finale révèle des notes fumées et d'écorces d'orange,.
En février 2006, l'Association des producteurs des vins de Chypre a choisi un verre officiel pour la Commandaria, il est fabriqué par Riedel, une société autrichienne.

## Vin et gastronomie

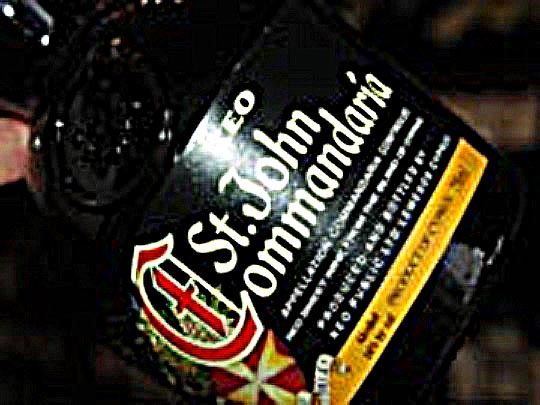
Commandaria St. John

La température de service de ce vin se situe entre 12 et 14 °C. C'est un vin de dessert qui s'accorde principalement sur des mets chocolatés. Il peut aussi se servir à l'apéritif, ou seul à la fin d'un repas comme vin de méditation.

## Structure des exploitations
La Commandaria est élaborée à la fois dans des domaines indépendants et dans de grandes caves coopératives, qui ont leurs chais et leurs installations de production à Limassol.

## Commercialisation
Les chiffres officiels publiés par la Vines Commission de Chypre montrent qu'il existe une tendance générale à la hausse des volumes produits. Une grande partie de la production est réservée à l'exportation.
| Année                                           | 1878    | 1879    | 2001    | 2002    | 2003    | 2004    | 2005    |
| Total de la production (kilogrammes de raisins) | 150 000 | 385 000 | 253 495 | 155 925 | 209 250 | 564 179 | 449 290 |
| Total des exportations (litres)                 | 200 000 |         | 228 369 | 210 953 | 189 384 | 189 236 | 82 728  |